# Đinh Trường Hân
Đinh Trường Hân là một kỹ sư người Mỹ gốc Việt. Ông là người Việt đầu tiên và duy nhất được Tổng thống Hoa Kỳ George W. Bush trao tặng giải thưởng khoa học bảo vệ môi trường "Closing the Circle Award" của tòa Bạch Ốc năm 2006. Ông cũng là người Việt đầu tiên và duy nhất được tạp chí Public Works của Mỹ chọn là trong 50 nhân vật lãnh đạo có ảnh hưởng lớn nhất ở Hoa Kỳ năm 2006. Ông hiện là Giám đốc Nghiên cứu và Phát triển các chương trình về xe của Bưu điện Hoa Kỳ.

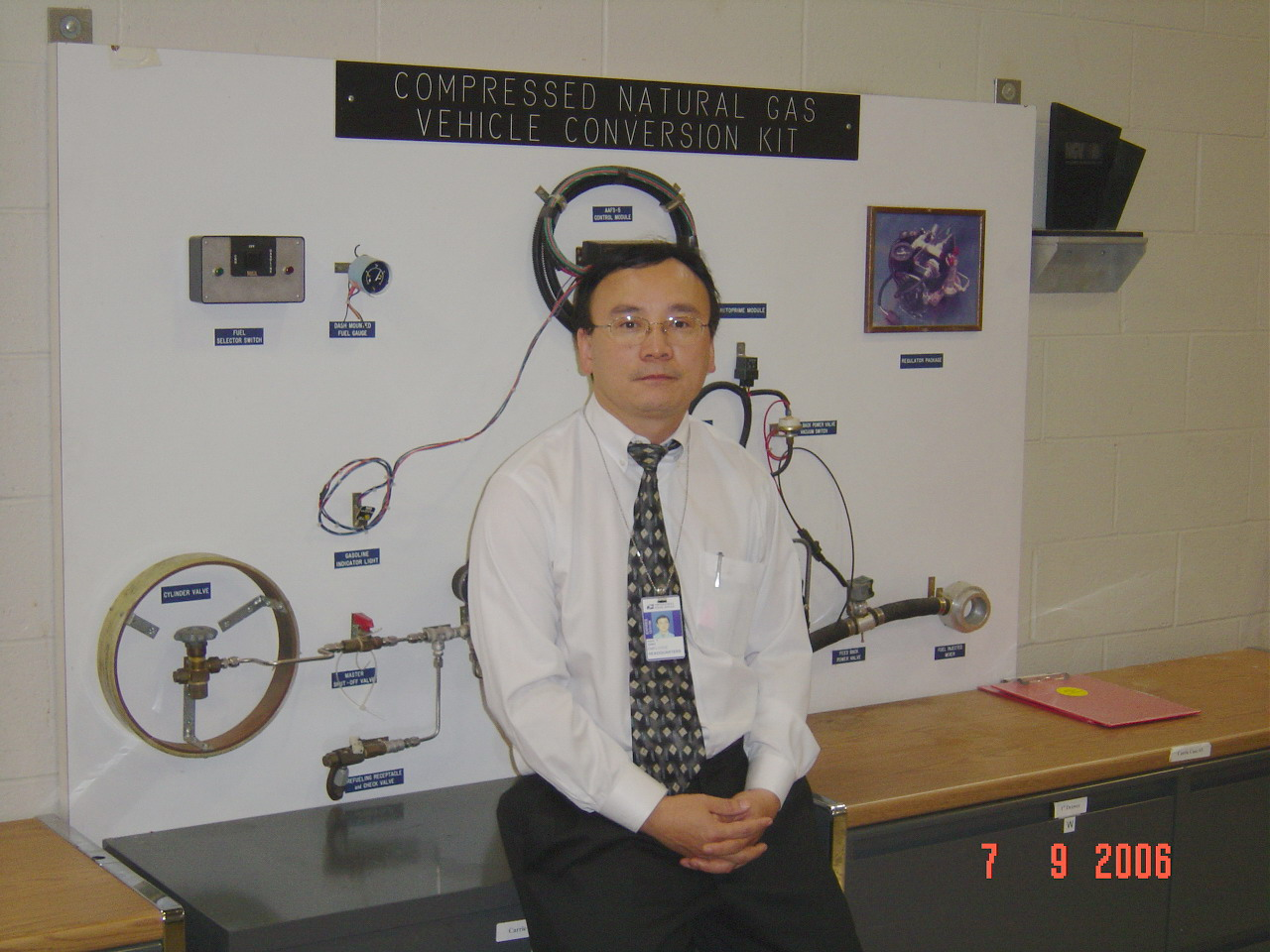
Đinh Trường Hân - Giám đốc Nghiên cứu và Phát triển của Bưu điện Hoa Kỳ

## Thân thế
Đinh Trường Hân sinh tại Huế, con thứ 8 trong gia đình 10 người con, 7 trai và 3 gái – của ông Đinh Hoà, cựu giáo sư trường trung học Kỹ thuật Huế và Đà Nẵng, cựu Thanh tra Nha Kỹ thuật và Chuyên nghiệp Học vụ và bà Nguyễn Thị Tuyết, nội trợ. Ba người anh của ông đã du học tại Mỹ trước 1975 với học bổng quốc gia Việt Nam Cộng hoà.

## Sự nghiệp
Từ năm 1980 đến 1982, ông là Phụ Tá Nghiên cứu và Giảng Viên của Khoa Cơ khí, Đại học Wisconsin, thành phố Madison.
Từ năm 1982–1988, ông là kỹ sư cao cấp của hãng xe General Motors, thành phố Detroit, Michigan, nghiên cứu về động cơ và hộp số cho xe Chevrolet và Suburban.
Từ năm 1988–1996: Đinh Trường Hân là kỹ sư phụ trách chương trình xe chạy bằng năng lượng mới cho Bưu điện Hoa Kỳ. Ông dẫn đầu chương trình chuyển hoá xe Bưu điện qua chạy bằng khí đốt (natual gas), với hơn 7.500 chiếc xe, một chương trình lớn nhất về xe khí đốt tại Mỹ. Ông đã làm việc với lãnh vực công nghiệp và nhiều hãng khí đốt địa phương để thiết lập một hệ thống gồm những trạm khí đốt để cung cấp nhiên liệu cho đoàn xe khí đốt lớn nhất tại Mỹ.
Năm 1993, ông thành lập chương trình thử nghiệm xe chạy điện và sau đó chuyển hoá một số xe Bưu điện qua chạy điện. Với công trình này, ông được Bộ trưởng Bộ Năng lượng Hoa Kỳ, bà Hazel R. O’Leary trao giải thưởng 1993 Liên Bang Năng lượng, Tái Tạo và Bảo vệ Môi trường. Vào năm 1996, ông được Bộ Nghiệp Vụ (General Service Administration) trao giải thưởng về Năng lượng Mới và Bảo Trì Năng lượng.
Ngày 21 tháng 4 năm 1993, ông được bổ nhiệm vào ban Cố vấn Chuyển hoá Xe LiênbBang, thành lập bởi Tổng thống Hoa Kỳ Bill Clinton để kết hợp tất cả các chuyên gia chính phủ và tư nhân để gia tăng sản xuất xe chạy bằng năng lượng mới và những trạm nhiên liệu mới.
Từ năm 1993–1996, ông là thành viên hội đồng xe điện và xe lai giống (hybrid electric) cho Cục Nghiên cứu Cao cấp thuộc Bộ Quốc phòng Mỹ. Từ năm 1993, ông được bổ nhiệm để đại diện Bưu điện Hoa Kỳ tại toà Bạch Ốc cho chương trình "Xe Xanh", cũng được biết dưới tên khác là "Thế hệ mới của xe hơi" (Next Generations of Automobiles).
1996–2004: Kỹ sư trưởng phụ trách cho tất cả chương trình xe hơi của Bưu điện Hoa Kỳ.
Vào năm 1998, tại đại hội Bưu điện Quốc tế tại thành phố La Rochelle, Pháp, ông được bầu làm Chủ tịch Hội đồng Cố vấn cho Tổng cục Bưu điện Quốc tế về xe hơi.
Từ năm 2004, ông đã thiết lập chương trình thử nghiệm kỹ thuật xe lai giống tại Bưu điện cũng như chuyển hoá xe Bưu điện thành xe lai giống.
Cũng từ năm 2004, ông đã thử nghiệm về xe chạy bằng khí hydrô với hãng xe General Motors. Ông đã được toà Bạch Ốc mời vào ban Cố vấn của xe chạy bằng khí hydrô và pin nhiên liệu (fuel cells). Ông cũng là đại diện cho Bưu điện tại toà Bạch Ốc trong chương trình này.
2004- Hiện nay: Giám đốc Nghiên cứu và Phát triển của tất cả chương trình về xe cho Bưu điện Hoa Kỳ trong các lãnh vực khoa học, nghiên cứu và phát triển cho đoàn xe lớn nhất thế giới (208.000 xe). Ngân sách ông chịu trách nhiệm hằng năm là trên 150 triệu đô la Mỹ.
Năm 2006, dựa vào công trình nghiên cứu của ông về nhiên liệu thực vật cho xe hơi, Khoa Học Gia Đinh Trường Hân được Tổng thống George W. Bush trao tặng giải thưởng cao quý 2006 của toà Bạch Ốc về khoa học bảo vệ môi trường.

## Giải thưởng
- Giải thưởng 1993 của Bộ trưởng Bộ Năng lượng Hoa Kỳ, "1993 Federal Energy Efficiency, Renewables and Water Conservation Award ".
- Bằng Khen thưởng của Toà Bạch Ốc năm 1995, "The 1995 Closing the Circle Certificate of Achievement for Environmental Excellence in Government"
- Giải thưởng 1996 của Bộ Nghiệp Vụ về Năng lượng Mới và Bảo Trì Năng lượng, "The 1996 General Service Administration Award for the Use of Alternative Fuels và Energy Conservation"
- Giải thưởng năm 2006 của Tòa Bạch Ốc về lãnh đạo bảo vệ môi trường từ tổng thống George W. Bush.[5]
- Năm 2006, được tạp chí lâu đời Public Works (Mỹ) bầu là một trong 50 người lãnh đạo có ảnh hưởng lớn nhất ở Mỹ năm 2006 [6]